# Пунта-Аренас
Пунта-Аренас (ісп. Punta Arenas — «піщаний мис») — місто на півдні Чилі на березі Магелланової протоки, столиця регіону Магальянес і Чилійська Антарктика, який крім території Магелланії (Південної Патагонії та Вогняної Землі) включає також спірні території, які розташовані за 60° південної широти і потрапляють в зону дії Антарктичної конвенції. Розташований в місті аеропорт — одне з небагатьох місць, звідки літаки літають в Антарктиду прямими рейсами.

## Населення
Населення міста в 2005 році становило 117 тисяч чоловік. Більшість жителів — іспаномовні, але багато осіб югославського, ірландського і скандинавського походження. Після іспаномовних чилійців, найбільшу етнічну групу міста складають хорвати.

## Історія
Іспанці здійснювали спроби створення поселення на цій території двічі до виникнення сучасного міста. Перше поселення, Номбре-де-Хесус, виникло в середині 16 століття, проте його мешканці скоро залишили поселення через суворий клімат та труднощі з доставкою чистої води та харчових продуктів. Друга колонія, Рей-дон-Феліпе, була створена 80 км південніше від Пунта-Аренас. Це поселення пізніше було перейменовано в Порто-Амбре («голодний порт»). Метою цього поселення було контролювати протоку і не давати піратам можливості проходження до Тихого океану. Проте, саме англійські пірати під командою Томаса Кавендіша врятували його останніх мешканців, які вижили, в 1587 році.
Розкопки фундаментів церкви Введення святої Богородиці XVI ст. у цьому поселенні відкрили рештки кам'яних фундаментів, поховання, глазуровану кераміку та залишки дерева. Це все, що лишили по собі перші колоністи на кінці світу. Окрім того, було виявлено рештки людей з вогнепальними пораненнями, що свідчило про гострі конфлікти між ними.

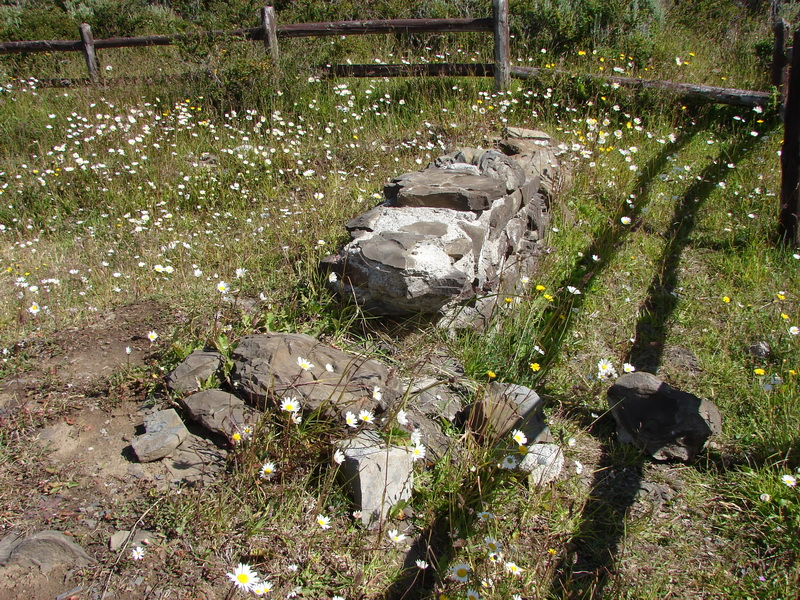
Розкопки церкви Введення святої Богородиці, 1584 р.

Стратегічно важливу Магелланову протоку пробували підпорядкувати собі французи та англійці. В салезіанському музеї Пунта-Аренаса зберігається хрест, що був встановлений на могилі одного з капітанів відомого судна «Бігль» на англійському цвинтарі (1894) в затоці Сан Хуан протоки Магеллана.

Проте, серйозно укріпитися на берегах Магелланової протоки  вдалося саме Чилі. Саме чилійці збудували тут форт Бульнес на південь від сучасного Пунта-Аренаса і проголосили суверенітет над протокою. Наразі його укріплення — досить примітивні — є місцем відвідування місцевих туристів. Тут же було зведено перший дерев'яний костел. 

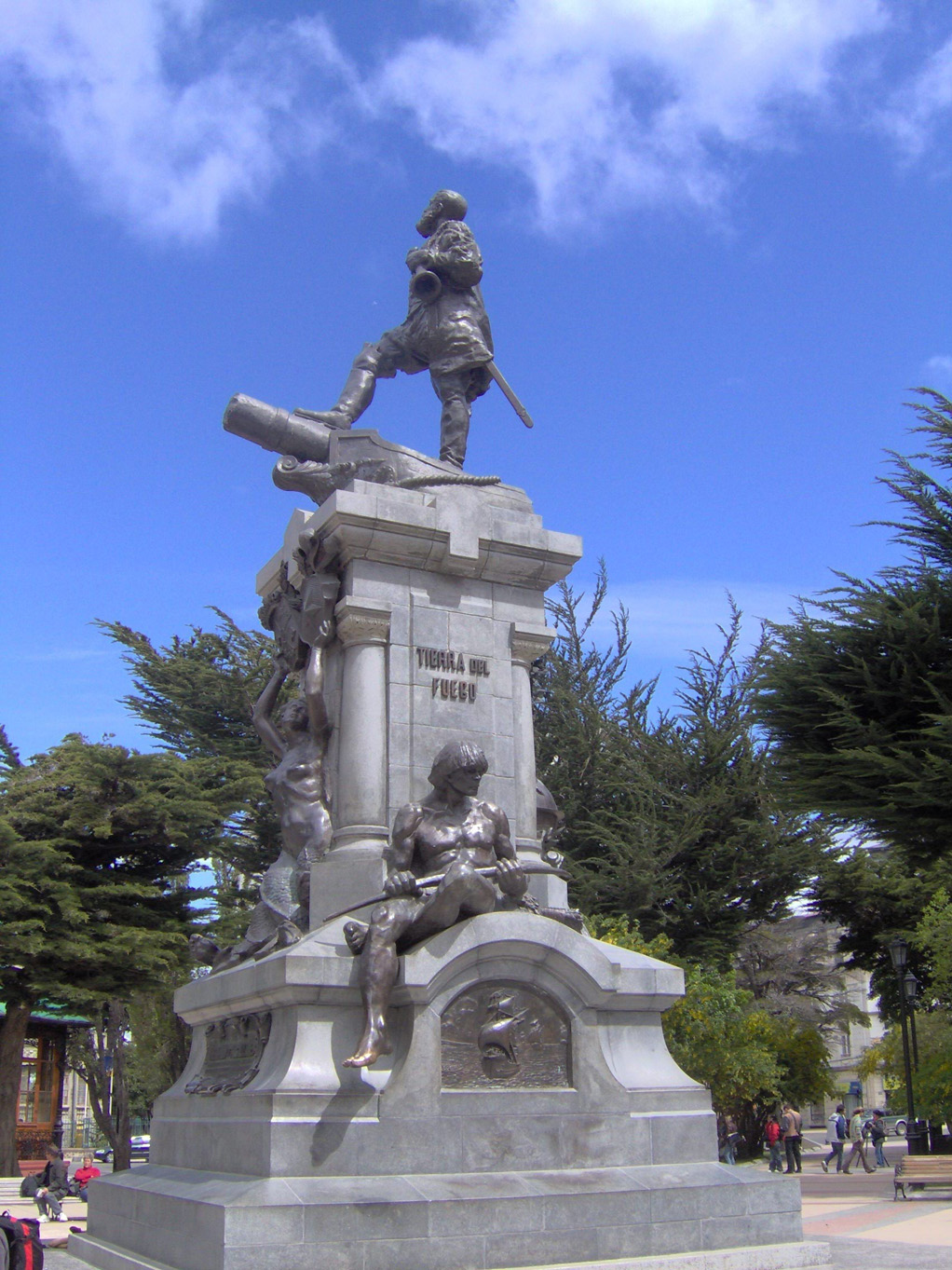
Пам'ятник Фернану Магеллану в Пунта-Аренас. Серед моряків, що перетинають протоку, існує традиція цілувати ногу патагонця, що сидить нижче Магеллана.

Селище, що виросло в сучасне місто, було засноване чилійським урядом в 1843 році, але 18 грудня 1848 року було перенесено на сучасне місце, що і вважається датою заснування міста. Початково це також був невеликий форт та карна колонія. Перший храм в Пунта-Аренасі був збудований ще у 1854 р. У місцевому музеї пам'яті зберігся хрест, що зроблений з двох колон від першої дерев'яної церкви Пунта-Аренаса. Скоро після заснування в місті виріс великий порт. Господарському підйому Пунта-Аренаса сприяло вирощування овець (завезених з Мальвінських островів), а також полювання на морських левів, шкури яких добре продавалися в Європі. Також в регіоні було знайдено поклади вугілля та навіть золота, що визначило його економічний розвиток аж до 1940-х рр. Стрімкий розвиток міста відбувся в 1899—1910 р. Руаль Амундсен, що повернувся до міста з експедиції в 1899 р., відзначив, що в місті з'явилися електричне освітлення та телефон, а його мешканці почали вдягатися по останній європейській моді.
Життя Пунта-Аренаса було тісно пов'язане з океаном. З 1902 р. починається активний розвиток китобійного промислу, спочатку в Магеллановій протоці. Його наслідком стало різке скорочення популяцій китів у тутешніх водах.
Значення порту різко знизилося після початку експлуатації Панамського каналу в 1914 році. Проте, до 1920 р. місто було останнім портом перед виходом в Тихий океан. Відповідно до цього місто розвивалося як великий транспортний вузол в руслі останніх європейських традицій.
Пунта-Аренас є важливим містом в історії освоєння Антарктики. Багато відомих експедицій вирушали на білий континент звідси, тут побувало багато відомих полярних дослідників. Наразі Пунта-Аренас є однією з головних брам до Антарктики. Наразі є базою американської національної наукової фундації (NSF), яка обслуговує операції в Антарктиці. Тут базуються американські криголами «Laurence M. Gould» та «Nathaniel B. Palmer». Портом користуються також чилійські криголам «Óscar Viel», транспортний корабель «Aquiles» та сторожовик «Lautaro», корейський криголам «Araon», німецький «Polarstern», іспанські «Las Palmas» та «Hespérides», перуанський «Humboldt», угурвайський «Vanguardia», а також бразильські кораблі «Ari Rongel» та «Almirante Maximiano». Останніми роками (2017—2021) саме через Пунта-Аренас вирушають Українські антарктичні експедиції на українську антарктичну станцію "Академік «Вернадський».

## Географія
Місто розташоване на півострові Брансвік на материковому березі посередині Магелланової протоки. Це найпівденніше місто світу з населенням понад 100 тисяч мешканців, а також найпівденніше місто, що знаходиться на континенті. Місто оточують гори, в яких розташовано декілька популярних лижних курортів.
На іншому березі Магелланової протоки розташовано найбільше чилійське поселення архіпелагу Вогняна Земля — Порвенір (хоча і значно менше за Пунто-Аренас). За 100 км на південь від Пунта-Аренас розташована найпівденніша континентальна точка Південної Америки — мис Фроуерд.

### Клімат
Місто знаходиться у зоні, котра характеризується субполярним океанічним кліматом (Cfc за класифікацією кліматів Кеппена). Найтепліший місяць — січень із середньою температурою 10,6 °C. Найхолодніший місяць — липень, із середньою температурою 1,7 °С.
| Клімат Пунта-Аренаса    | Клімат Пунта-Аренаса | Клімат Пунта-Аренаса | Клімат Пунта-Аренаса | Клімат Пунта-Аренаса | Клімат Пунта-Аренаса | Клімат Пунта-Аренаса | Клімат Пунта-Аренаса | Клімат Пунта-Аренаса | Клімат Пунта-Аренаса | Клімат Пунта-Аренаса | Клімат Пунта-Аренаса | Клімат Пунта-Аренаса | Клімат Пунта-Аренаса |
| Показник                | Січ.                 | Лют.                 | Бер.                 | Квіт.                | Трав.                | Черв.                | Лип.                 | Серп.                | Вер.                 | Жовт.                | Лист.                | Груд.                | Рік                  |
| Абсолютний максимум, °C | 26                   | 25                   | 24                   | 21                   | 16                   | 15                   | 11                   | 15                   | 22                   | 22                   | 21                   | 25                   | 26                   |
| Середній максимум, °C   | 13                   | 13                   | 12                   | 9                    | 6                    | 3                    | 3                    | 5                    | 7                    | 10                   | 11                   | 13                   | 9                    |
| Середня температура, °C | 10                   | 10                   | 8                    | 6                    | 3                    | 2                    | 1                    | 2                    | 5                    | 6                    | 8                    | 10                   | 6                    |
| Середній мінімум, °C    | 7                    | 7                    | 5                    | 3                    | 1                    | 0                    | 0                    | 0                    | 1                    | 3                    | 4                    | 6                    | 3                    |
| Абсолютний мінімум, °C  | −2                   | −2                   | −3                   | −7                   | −8                   | −11                  | −11                  | −11                  | −8                   | −3                   | −1                   | −2                   | −11                  |
| Норма опадів, мм        | 30                   | 20                   | 40                   | 40                   | 40                   | 30                   | 30                   | 30                   | 20                   | 20                   | 20                   | 30                   | 390                  |
| Днів з опадами          | 10                   | 8                    | 8                    | 10                   | 10                   | 8                    | 8                    | 7                    | 6                    | 7                    | 8                    | 9                    | 99                   |
| ----------------------- | -------------------- | -------------------- | -------------------- | -------------------- | -------------------- | -------------------- | -------------------- | -------------------- | -------------------- | -------------------- | -------------------- | -------------------- | -------------------- |
| Джерело: Weatherbase    |                      |                      |                      |                      |                      |                      |                      |                      |                      |                      |                      |                      |                      |

### Річки
Місцева річка, яка початково називалася Вугільною, а згодом, у зв'язку з копальнями, була названа річка Копалень (Rio de las Minos).

### Ландшафти

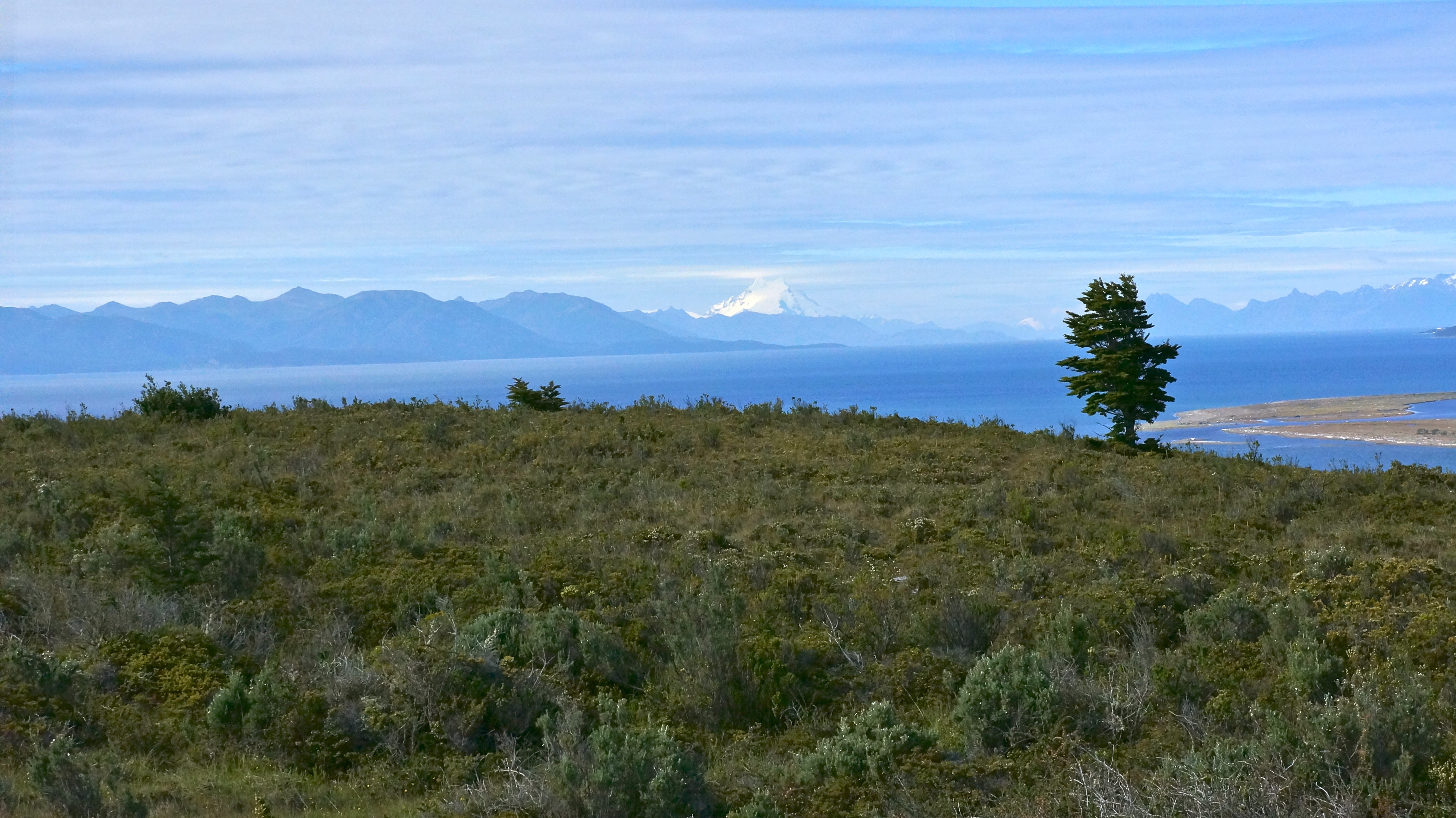
Вигляд на гору Сармієнто

У добру погоду з міста можна навіть побачити засніжену верхівку гори Сармієнто (2187 м н. р. м).

## Природа

### Викопна флора і фауна
Серед прадавніх мешканців самого півдня Патагонії слід згадати динозаврів Патагонії та Антарктиди: титанозавра та гадрозавра (145—66 млн років тому) та морських рептилій, зокрема плезіозавра (99—66 млн років тому). Плезіозаврів знайдено в багатьох місцях Магелланії. Нещодавно на території парку Торрес-дель-Пайне виявлено і найбільше в південній півкулі родовище викопних залишків іхтіозаврів (140—130 млн років).

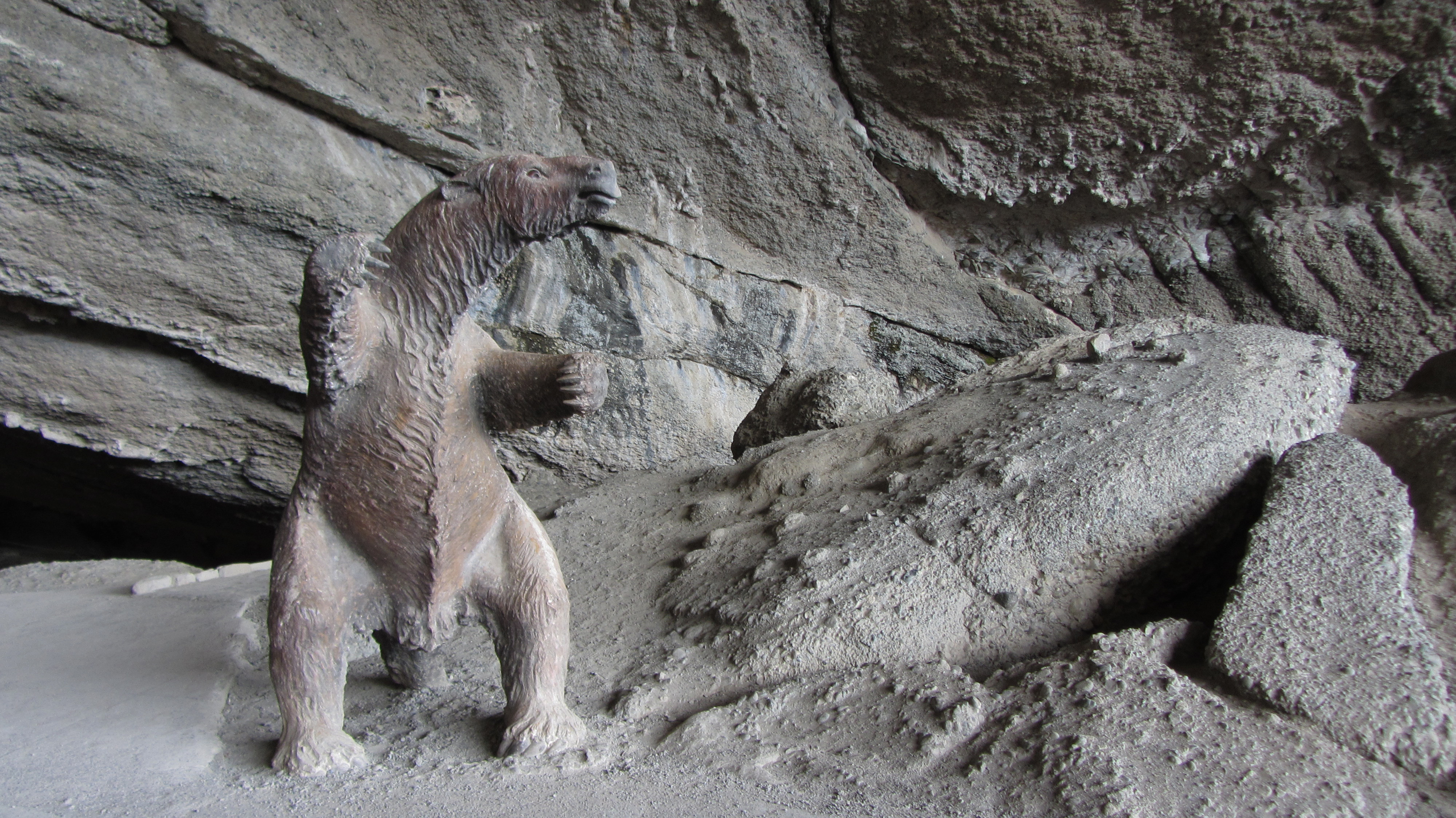
Реконструкція мілодона поблизу печери Мілодона біля Пуерто-Наталеса

Крайній південь Патагонії характеризувала також своєрідна плейстоценова фауна. Це хижаки: патагонський ведмідь (Arcthotherium sp.) та шаблезубий тигр (Smilodon populator). Велетенський ссавець макраухенія (Macrauchenia patachonica) вимер перед 12 тис. років тому. Ягуар (Panthera onca mesembrina) зник тут 12 тис. років тому. Його залишки знаходять в місцевих печерах. Також цю фауну представляли південний кінь (Hippidion saldiasi), примітивний вовк (Canis avus) та славнозвісний велетенський лінивець — мілодон (Mylodon darwini). Завдяки останньому прославилося містечко Пуерто-Наталес, біля якого знайдено печеру Cueva de Milodon з муміфікованими рештками мілодона. Реконструкції цих тварин можна побачити в парку Марії Бенеті.
У пригирловій частині річки Копалень (Rio de las Minos) та узбережжю протоки трапляються винесені річкою шматки вугілля та шаруваті піщаники з відбитками давніх рослин.

### Сучасна флора і фауна
Колись територію міста було вкрито густим магеллановим лісом. Тепер він відступив на верхівки гірського ланцюга. Тут збережено його фрагмент у резерваті Магелланес. Деревостани тут сформовані з листопадного (Nothofagus pumilio) та зимово-зеленого південного бука березового (Nothofagus betuloides), на гілках якого зростає аналог нашої омели — місодендрум (Misodendrum punctulatum)  та гриб цитарія Дарвіна (Cyttaria darwinii), який ще називають індіанським хлібом. В лісах зростає багато лишайників та мохів. Гілки буків декоровані білим мереживом лишайника — бороданя (Usnea barbata).

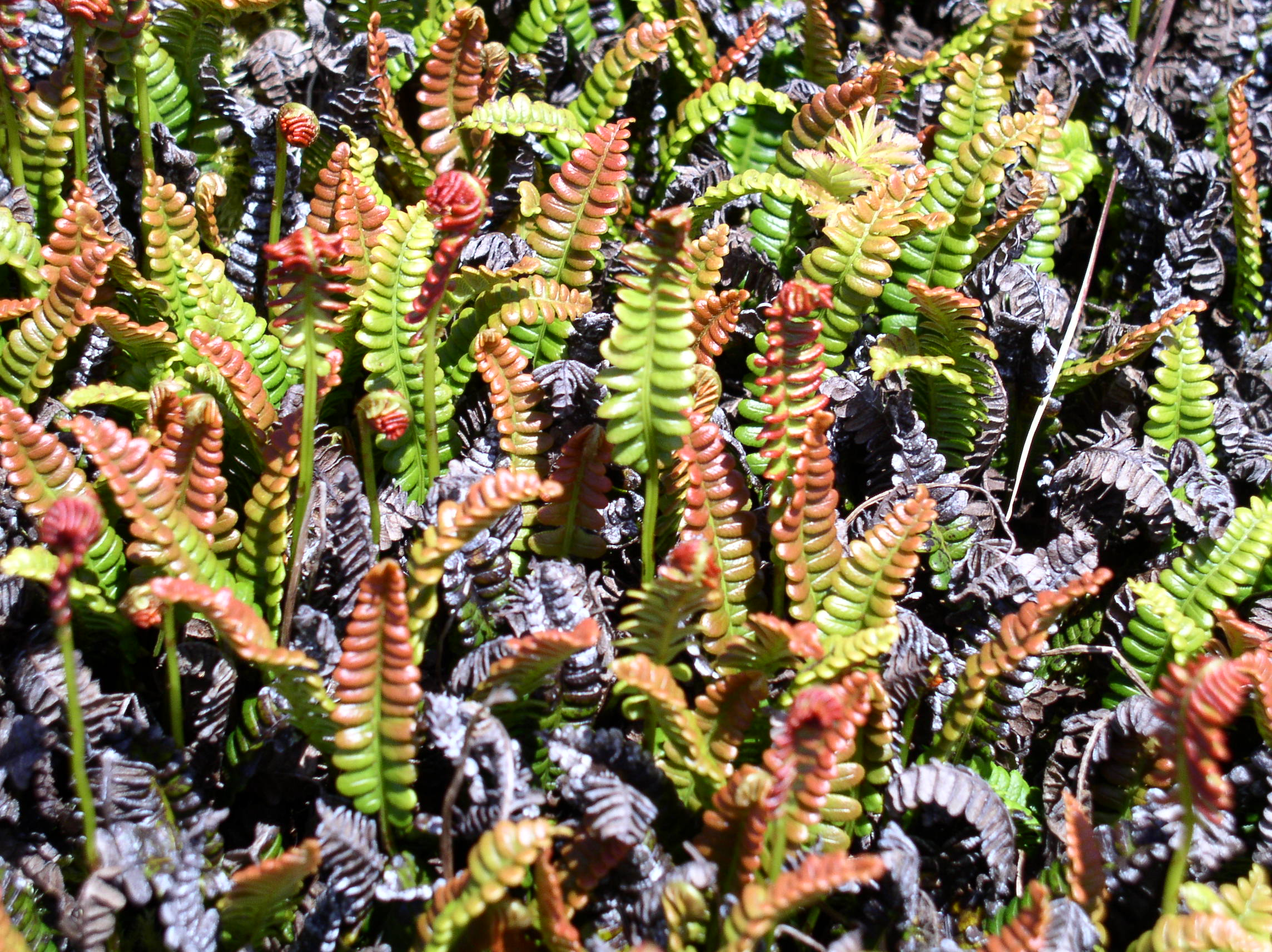
Austroblechnum penna-marina

Під пологом лісу зростають папороть блехнум (Austroblechnum penna-marina), ситниковидна рослина (Marsippospermum grandiflorum), плаун магеланський (Lycopodium magellanicum), свиняче виногроно (Gunnera magellanica), калюжниця бестеблова (Caltha sagittata) та ін..
Рештки подібного лісу можна побачити і в межах міста у парку Марії Бенеті на південній околиці міста.
У самому парку наявна невелика річка, на якій створено ставки. Зустрічається тут і патагонський барбаріс — калафате (Berberis microphylla). З ягід цієї рослини — одного з символів Патагонії роблять смачні джеми. Парк надзвичайно популярний у мешканців містечка і особливо у дітей.
Терени поблизу Пунта-Аренаса порушені випасом та іншими видами господарської діяльності, а рослинність, поширена тут, великою мірою європейська. Тут при дорозі зростають знайомі нам європейські злаки, талабан польовий (Thlaspi arvense), роман (Anthemis) та інші рослини.
У самому містечку наявні столітні дерева кипарису великоплідного (Cupressus macrocarpa), також ці ж дерева з формованою кроною та невеликі дерева араукарії чилійські (Araucaria araucana).

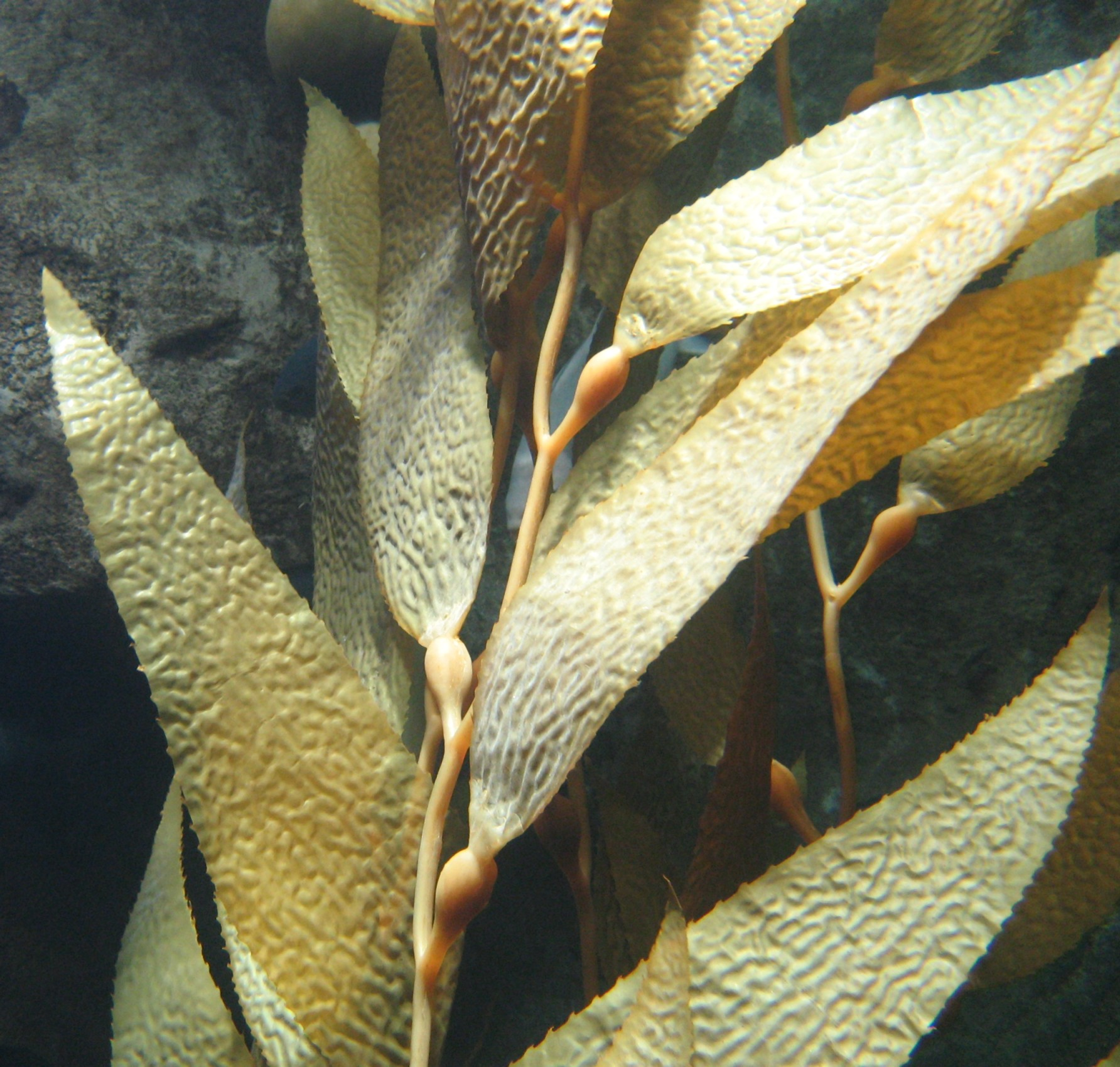
Гігантський келп — Macrocystis pyrifera

Найцікавішою в природному плані в містечку є Магелланова протока. На акваторії протоки зустрічаються численні морські птахи: баклани імператорський (Leucocarbo atriceps), неотропічний (Phalacrocorax brasilianus) та скельний (Phalacrocorax magellanicus), південний велетенський буревісник (Macronectes giganteus), сріблястий буревісник (Fulmarus glacialoides), чорнобровий альбатрос (Thalassarche melanophris), чилійський поморник з темною шапинкою (Stercorarius chilensis), пуфінур магеланський (Pelecanoides magellani) та ін.
Узбережжя протоки поросло псамофітною і галофітною рослинністю. Великі поля водорості макроцистіса грушоподібного (Macrocystis pyrifera) з хвилястими пластинами таломів тягнуться вздовж берега на мілководдях. На водах протоки інколи навіть з'являються кити, такі як малі смугачі (Balaenoptera acutorostrata) чи сейвали (Balaenoptera borealis). Зустрічаються дельфіни, зокрема темний глекорил (Lagenorhynchus obscurus) та головорил Комерсона (Cephalorhynchus commersonii).
На літоралі протоки можна відшукати рештки численних крабів, включаючи південного королівського краба (Lithodes santolla).Трапляються схожі на трилобітів рачки Serolis sp., Edotea magellanica та Exosphaeroma giga. В певні періоди року вода стає червоною від рачків лангустинів (Munida gregaria).
Тут можна відшукати високі конусоподібні черепашки магелланського лімпета (Nacella magellanica), великі рапановидні раковини (Odontocymbiola magellanica), їстівних мідій (Choromytilus chorus та Aulacomya atra) та ногітки (Ensis macha). Трапляються також білі схожі на чорноморську мію черепашки їстівного молюска (Retrotapes exalbidus), гребінець (Zygochlamys patagonica). На черепашках молюсків чи камінні оселяються велетенські балянуси (Megabalanus psittacus).

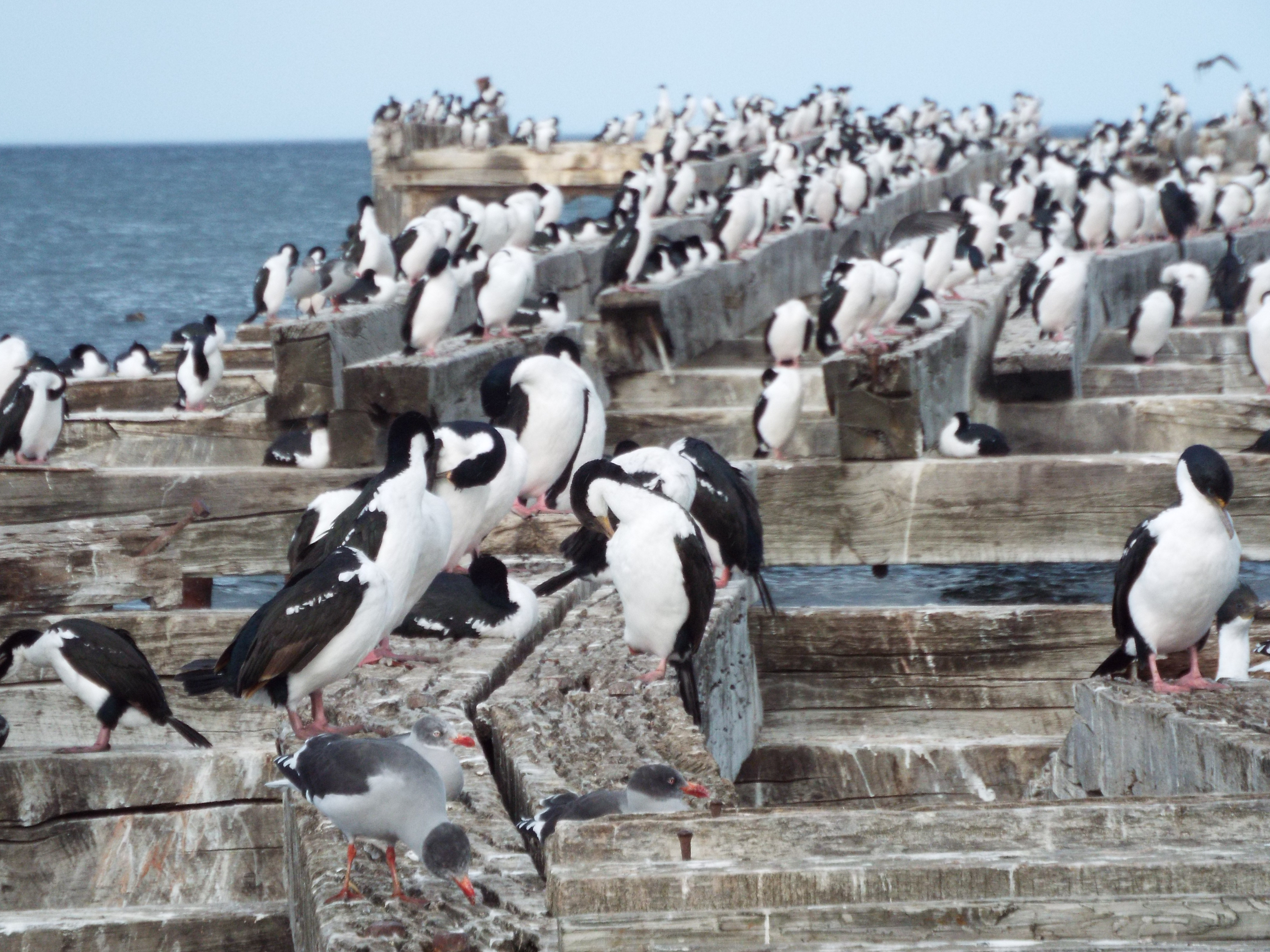
Баклани Leucocarbo atriceps на старому молі в Пунта-Аренасі. Фото 2022 р.

Багатство безхребетних, яких викидає на літоралі приваблює сюди численних птахів таких як домініканські (Larus dominicanus) та дельфінячі мартини (Larus scoresbii), чорноголові мартини (Larus maculipennis), чубата (Lophonetta specularioides) та пароплавна качки (Tachyeres leucocephalus), а також крячок американський (Sterna hirundinacea). На пляжах гуляють кулички побережники (Calidris sp.) та пісочники (Charadrius sp.). У місті також зустрічаються сірокрилі ібіси (Theristicus melanopis). На старих молах відсиджуються баклани (Leucocarbo atriceps).
Неподалік Ріо Секо знаходиться резерват птахів — Tres Puentes — ділянка естуарію річки Секо. Тут на невеликих водоймах тримаються коскороба (Coscoroba coscoroba), чорношиї лебеді (Cygnus melancoryphus), очкові качки (Anas specularis), південні лиски (Fulica armillata) та чайка чилійська (Vanellus chilensis). У резерваті також тримається велика популяція магеланових гусей (Chloephaga picta). Під час міграцій тут зупиняються навіть чилійські фламінго (Phoenicopterus chilensis), а також попелясті (Chloephaga poliocephala) та рудуваті гуси (Chloephaga rubidiceps). З горобиних птахів трапляються патагонський негрито  (Lessonia rufa) та  хінголо (Zonotrichia capensis). З денних хижих птахів тут можна побачити звичайну каракару (Caracara plancus), мандрівного сокола (Falco peregrinus) та мінливого яструба (Geranoaetus polyosoma).
У самому місті можна легко виявити всюдисущого фолклендського дрозда (Turdus falcklandii), американського боривітра (Falco sparverius) та хіманго (Milvago chimango). В місті повно звичайних сизих голубів (Columba livia), хатніх горобців (Passer domesticus), а також сільських ластівок (Hirundo rustica). А вночі вулицями міста заволодівають чилійські чайки.
У околицях Пунта-Аренаса трапляються кролі (Oryctolagus cuniculus) та сірі зайці (Lagomarpha leporidae), які мають європейське походження.

## Аборигени
На північ від Пунта-Аренаса мешкали індіанці туельче (аонікенк). Туельче полювали на гуанако та нанду. Їх життя було сильно пов'язане з цими тваринами. Для полювання вони використовували болеадори — спеціальні кульки на мотузках, що кидалися та спутували ноги тварині. Ці індіанці виготовляли взуття та одяг з шкур тварин, з шерсті гуанако вони виготовляли декоровані вироби.
На південь від туельче були поширені індіанці кавескар (алакалуфи). Кавескар використовували каноє і жили з дарів моря. Їх мова суттєво відрізнялася від мови ямана (ягана) півдня Вогняної Землі, до яких вони за стилем життя були дуже подібними. Нащадки цих племен досі живуть в Пунта-Аренасі та Пуерто Еден (острів Велінгтон).
На півночі Великого острова Вогняної Землі мешкали она (селькнами). Ці індіанці теж полювали на гуанако за допомогою луків. Вони характеризувалися високим зростом та атлетичною статурою. Молоді мисливці проходили ініціацію. Цікаво, що для доброго воїна престижним вважалося мати повну дружину. Також она практикували спортивну боротьбу.

## Хорватська імміграція
В сучасному Пунта-Аренасі можна знайти численні свідчення слов'янської присутності — це назви вулиць та будинки, пов'язані з хорватами: Хорватський дім, клуб «Сокіл», вулиця Хорватія тощо. Численні хорвати поховані на історичному цвинтарі, а на вулиці Бульнеса встановлено також пам'ятник хорватським іммігрантам та пам'ятник у вигляді хорватського герба.

## Визначні люди

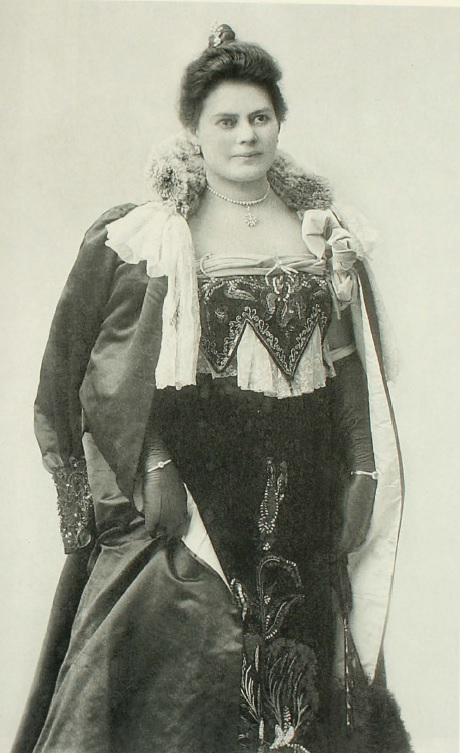
Сара Браун

Сара Браун (Sara Braun) приїхала в Чилі з Латвії в 1874 р., а у 1887 р. одружилася з португальським бізнесменом Хосе Ногейрою (Jose Nogueira). Завдяки своїм успіхам в заготівлі золота, Ногейра був одним з піонерів вівчарства та засновником фірми Товариство освоєння Вогняної Землі (Sociedad Explotadora de Tierra del Fuego). 1886 року він володів землею в 1 млн га у провінції Магеланія, якою управляв брат Сари — Мауріцій Браун. Не дивлячись на екстраординарну удачливість у своєму бізнесі, Ногейра помер у віці 48 років, залишивши своїй вдові величезний спадок, яким вона вміла керувати та розпорядитися. Сара закінчила будівництво своєї резиденції. Вона не залишалася байдужою до проблем свого регіону та міста і була меценаткою.
Хосе Менендес (1846—1918) — найбільш удачливий бізнесмен регіону. Він прибув з першою групою переселенців ще у 1873 р. і зайнявся комерцією, розведенням худоби та індустрією в Чилі та Аргентині. Одружився з Марією Бенеті Капітал. У Пунта-Аренасі Менендес збудував багато споруд, в тому числі театр. На головній площі встановило йому пам'ятник. Наразі відомо також, що керуючі його господарств з відома свого шефа послідовно реалізували геноцид індіанців-селькнамів.

## Пам'ятники
Пам'ятник Фернану Магеллану на центральній площі міста.
Пам'ятник шхуні «Анцуд» та її екіпажу на набережній Пунта-Аренаса в районі виходу вул. Колумба.
У місті наявно також багато інших пам'ятників: пам'ятник вівчарям, пожежнику Santiago Violic, батьку хорватської літератури Марку Маруличу, Яну Боско, нафті, бюст Магеллана, пам'ятний знак на честь Чилійської Антарктики (так званий антарктичний моноліт) та чилійських фундаторів китобійного промислу в Антарктиці, пам'ятник слави чилійського флоту, Мануелю Бульнесу, Хосе Менендесу, Хуану Вільямсу, Бернардо О'Гіґґінсу та генералу Хосе де Сан-Мартину та ін.

## Архітектурні та історичні пам'ятки
У вишуканій європейській архітектурі центральної частини міста простежується історія його економічного злету. Тут наявні численні пам'ятки історизму (неокласицизму). На вулицях Пунта-Аренаса можна навіть знайти зразки справжнього арт-деко та конструктивізму. Серед цікавих архітектурних пам'яток міста будинок державного банку, особняк місцевого бізнесмена Монтеса Пелло, колишня міська ратуша Пунта-Аренаса, будинок губернатора, будинок в стилі історизму по вул. 990 Ернандо де Магальянес та будинок страхової полярної компанії.
Значну цінінсть становить садиба «короля Патагонії» — Хосе Менендеса (1846—1918) — найбільш удачливого бізнесмена регіону, яку можна відвідати безкоштовно. Тут зараз розташовується регіональний музей Магелланії.
Іншою перлиною архітектури Пунта-Аренаса є садиба Хосе Ногуєри — Сари Браун. Елегантний палац з двома верандами та балконом. Палац в стилі неокласицизму французьких провінційних замків збудував у 1895—1899 рр.  французький архітектор Нума Маєр. Його автограф розміщено на одному з декоративних елементів фасаду будівлі. Наразі палац Сари Браун є національною пам'яткою Чилі, в ньому окрім законсервованого духу золотого часу Пунта-Аренаса, зберігається цінна колекція живопису. На деяких полотнах та акварелях представлено зокрема дику природу регіону: акварелі краєвидів Вогняної Землі британського капітана Carl Carlson та чилійського монаха-салезіанина Mariano Ortúzar Cariola. Одна з веранд палацу облаштована як зимовий сад. Її скло з середини обплітають пагони винограду. В невеличкому павільйоні прибудованому до фасаду палацу ми можемо побачити саму Сару Браун — місцеву красуню-меценатку, що походила з Російської Імперії.
Резиденція британського посла Чарльза Мілварда побудована у стилі середньовічного замку (Espania, 959).
Кафедральний собор святого серця Ісуса. Велика мозаїка з Христом обрамленим горою Сарм'єнто і знаменитми вежами Торрес-дель-Пайне прикрашає купол над головним вівтарем.
Монументальний комплекс санктуарію Богородиці Неустанної допомоги  (архітектор Хуан Бернабе), заснований салезіанами. Висока вежа увінчана постаттю Марії з немовлятком Ісусом. На даху цього комплексу була навіть осерваторія. Тут же розташований регіональний музей.
Хрест на горі св. Хреста встановлений салезіанами.
Численні архітектурні та скульптурні пам'ятки наявні і на історичному кладовищі. Тут можна відшукати мініатюрний грецький храм (склеп родини Менендес-Монтес) та навіть поховання у формі піраміди. А ще тут велика кількість скульптур ангелів. Є тут і каплиця в православному стилі, де похована сама Сара. У вікнах каплиці ми можемо побачити візерунки подібні до гілок винограду з зимового саду її палацу. Тихі алеї, порослі сформованими деревами кипарису великоплідного (Cupressus macrocarpa) зберігають пам'ять про багатьох піонерів регіону. Монументальна вхідна група в стилі неокласицизму 1919 р. — це дарунок місту від Сари Браун.
На цьому кладовищі знаходиться також поховання учасників Тихоокеанської війни 1879 р., жертв вибуху британського корабля «Doterel» 26 квітня 1881 р., чилійців, які служили в британській армії в Першій та Другій світовій війні. Тут також поховані робітники — жертви зіткнень з поліцією в 1920 р.
Є тут і пам'ятник невідомому індіанцю (Ділянка 11, ряд 5-N-1-P) — дещо запізніле каяття за винищення місцевих аборигенів. У місцевих мешканців є дуже популярним торкатися руки індіанця, що начебто зцілює.
На березі протоки Магеллана знаходяться остови старих суден, зокрема, мальовничі рештки британського фрегата «Lord Londsdale».
Біля входу до кошар полку піхоти № 10 виставлені гармати з легендарного для чилійців корвета «Esmeralda», який героїчно загинув під час Тихоокеанської війни.
Церква Сан-Хосе Де Барранко Амарільо — відносно новий храм почали будувати у 1905 р. під керівництвом отця Хуана Бернабе. Для центрального нефа з двосхилим дахом був визначений прямокутний план. Застосовувано дерев'яну та хвилясту залізну обшивку, заплановано напівкруглі вікна та невелику дзвіницю.
На північній околиці Пунта-Аренаса розташоване невеличке селище Ріо Секо, в якому збереглися елементи старої забудови — каплиця 1910 р. та перші холодильники, для зберігання м'яса в Чилі відкриті в 1902 р..

## Музеї
Музей пам'яті (Museo del Recuerdo) при університеті Магеланії. Тут представлено найрізноманітніші машини та механізми. Це, зокрема, парові трактори, екскаватори та укладачі асфальту початку ХХ ст. Збережені тут і старі магазинчики та ремісничі майстерні, колекція старих автомобілів. Уся атмосфера тутешнього музею нагадує кадри з вестерну, що характеризує давній уклад життя Нового Світу. Тут збережено також носову скульптуру одного з чилійських суден «Проа», що досліджувало Антарктику. Тут також можна побачити і дзвони першої салезіанської місії.
Музей реплік старовинних кораблів в Ріо Секо. Тут представлено реконструкції судна Фернана Магеллана — «Victoria», судна, на якому плавав Чарлз Дарвін — «Beagle», шлюпки на якій Е. Шеклтон добирався з острова Елефант на Південну Георгію, а також шхуни «Ancud», яка проголосила суверенітет Чилі в Магеллановій протоці.
Салезіанський музей (Museo Maggiorino Borgatello)- музей з багатим зібранням артефактів щодо історії Пунта-Аренаса та Патагонії.
Морський музей (Presidente Pedro Montt, 981)- музей із зібранням артефактів щодо морської історії Пунта-Аренаса.

## Ботанічний сад

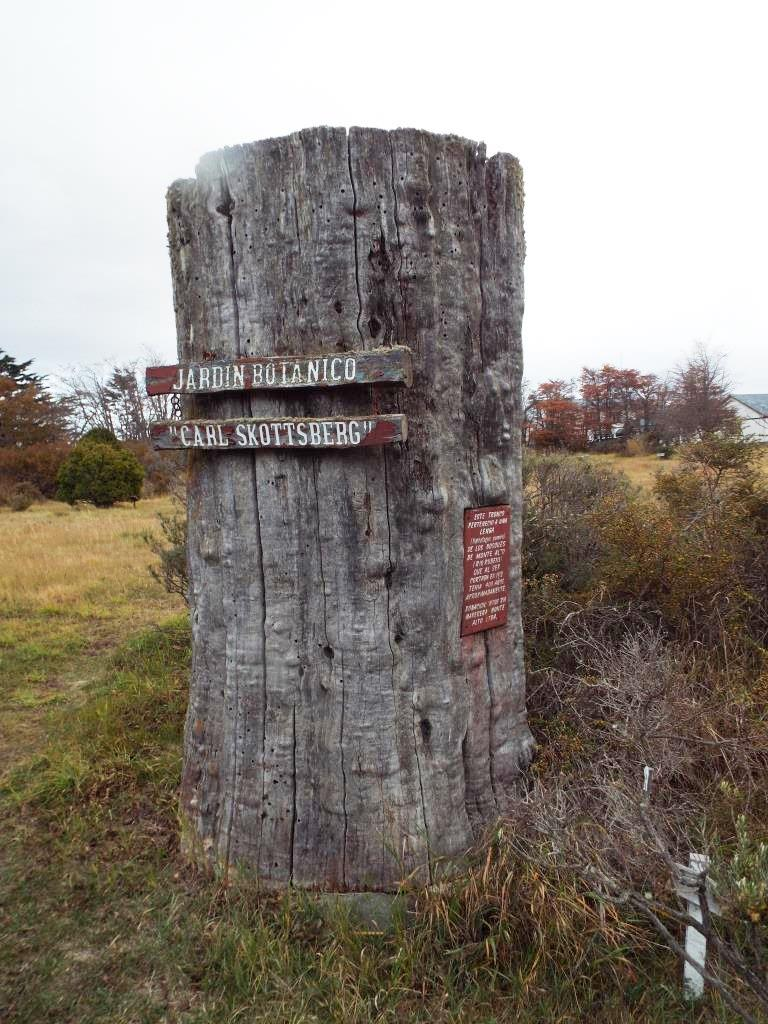
Стовбур 400-річного ленга у ботанічному саду Пунта-Аренаса. Фото 2022 р.

Поблизу музею пам'яті можна відвідати невеликий куточок природи Патагонії з висадженими місцевими видами дерев та чагарників — ботанічний сад імені Крала Скотсберга (Jardin Botanico «Carl Skottsberg»). Тут можна побачити Chiliotrichum diffusum, стовбур надзвичайно старого Nothofagus pumilo віком близько 400 років. Тут також зростає калафате (Berberis microphylla), Festuca gracillima, Acaena argentea, ленга (Nothofagus pumila) та інші рослини.

## Історичні місця пов'язані з дослідженням Антарктики
На історичному кладовищі Пунта-Аренаса похований Адольфо Андресен, який в 1903 р. розпочав промисел горбачів та морських левів у протоці Магеллана, а в 1907 р. заклав Магеланське китобійне товариство.
Будинок губернатора — у 1910 р. тут було влаштовано урочистий сніданок на честь Жана Батиста Шарко — французького дослідника, відкривача Аргентинських островів, де знаходиться українська антарктична станція «Академік Вернадський».
У готелі «de France» зупинявся Адріан Герлах і його екіпаж, зокрема Генрік Арцтовський та Руаль Амундсен. Тут також гостював Ж.-Б. Шарко. Оригінальна будівля готелю «de France», Roca, 998, на жаль, не збереглася.
На центральній площі розташований також т. зв. будинок Бланчарда (Plaza Benjamín Muñoz Gamero, 1055), в якому наразі розміщується Чилійський полярний інститут. Хуан Бланчард був партнером Магеланського китобійного товариства, яке першим розвинуло кривавий китобійний промисел на Південних Шетландських островах та вздовж Антарктичного півострова.
Пошта, яка розташовувалася поблизу сучасного готелю «Cabo de Hornos» (Plaza Benjamín Muñoz Gamero, 1025) біля будинку Бланчарда забезпечувала для антарктичних експедицій зв'язок. Звідси розсилав листи Роберт Скотт, коли прибув на судні «Discovery» до Пунта-Аренаса з Нової Зеландії після експедиції в Антарктику 8 липня 1904 р.
Кафедральний собор святого серця Ісуса відвідували під час експедиції судна «Terra Nova» Едвард Вілсон та Роберт Скотт. У соборі є пам'ятна дошка Магеланського китобійного товариства.
Резиденція британського посла Чарльза Мілварда (Espania, 959), який надавав допомогу Роберту Скотту.
Напроти вулиці Pdte. Federico Errázuriz знаходився «Зелений мол» (пасажирський), на якому 16 грудня 1908 р. відбулося прощання Ж. Б. Шарко з губернатором та французькою громадою міста. Тут Шарко отримав письмову згоду Магеланського китобійного товариства підтримати його експедицію вугіллям і всім необхідним. До сьогодні рештки цього молу не збереглися.

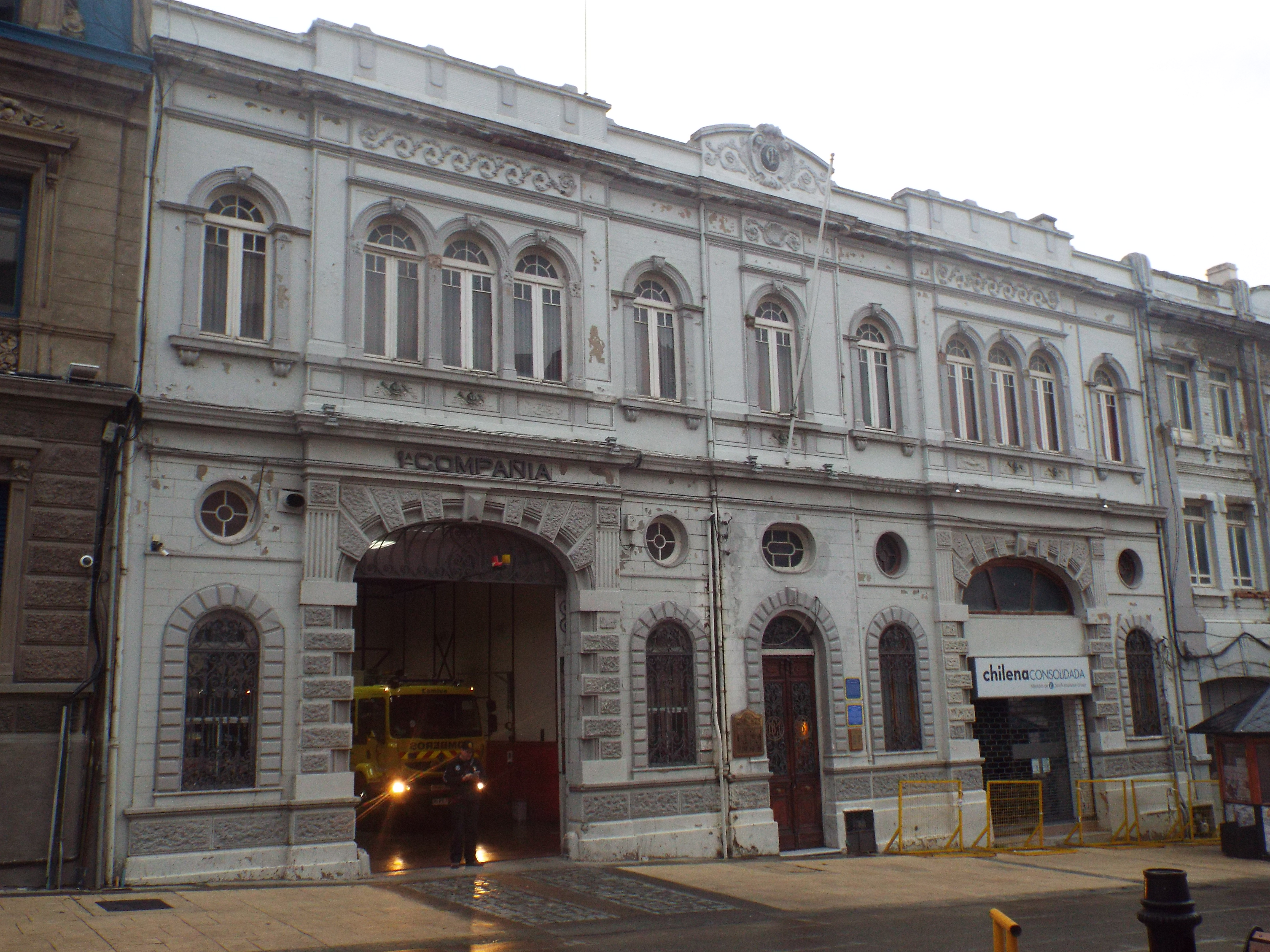
В будівлі Першої компанії пожежників (збереглася за адресою Pdte. Julio A.Roca, 825) гостювала 1897 р. перед експедицією в Антарктику команда бельгійського дослідника А. де Герлаха. Фото 2021 р.

В будівлі Першої компанії пожежників (збереглася за адресою Pdte. Julio A.Roca, 825) гостювала 1897 р. перед експедицією в Антарктику команда бельгійського дослідника А. де Герлаха, що включала польського дослідника — у період перед Другою світовою війною професора Львівського університету Г. Арцтовського. Експедиція Герлаха вперше підійшла з півночі до району Аргентинських островів. У залі цієї ж компанії було влаштовано урочисту подію на честь врятованих судном «Yelcho» учасників експедиції Шеклтона та капітана Луїса Пардо — героя порятунку експедиції.
Зберіглася частина готелю «Космос» (Pdte. Federico Errázuriz, 977), в якому зупинявся шведський полярний дослідник О. Норденскельд. У готелі «Космос» також Річард Берд влаштував прийом для місцевої еліти. Полярний дослідник Георг Хуберт Вілкінс під час перебування в місті був запрошений на прийом у готель «Космос» та Британський клуб.
На жаль, не зберігся до нашого часу будинок готелю «Royal» (ріг вулиць Libertador Bernardo O'Higgins та José Menéndez), в якому перебував  1916 р. Е. Шеклтон. Наразі тут паркінг. Натомість збереглися будівлі Британського клубу (сучасний банк Чилі, Roca, 864), та англіканської церкви міста та британської школи (Juez Waldo Seguel, 448), в яких дослідник виступав з лекціями. Проте, найпромовистішим був виступ члена його команди Франка Вілда з показом фотографій драматичної експедиції «Endurance» в міському театрі (Magellanes, 823).
Капітана Луїса Пардо та членів екіпажу «Yelcho» приймали також в садибі другої компанії пожежників, яка розташовувалася на вулиці Colon, 732.
В приміщенні відкритого в 1915 р. хорватського дому (Pdte. Federico Errázuriz, 812), в 1916 р. було прийнято капітана Луїса Пардо та евакуйований йог судном «Yelcho» екіпаж судна «Endurance». Це було пов'язано зі зближенням південних слов'ян та Англії перед першою світовою війною. Шеклтон звернувся до присутніх спочатку на хорватській мові: «Clanove Jugosloveny fala liepa na ljubavi» -«Шановні південні слов'яни дякую вам за любов!».
Харітативний шпиталь в кварталі між вулицями Bories, Magallanes, Croacia та Sarmiento. Тут помер капітан Адольфо Андресен в 1940 р. Perce Blackborow — мододий член команди судна Шеклетона «Endurance» був госпіталізований тут більше ніж на два місяці у 1916 р.

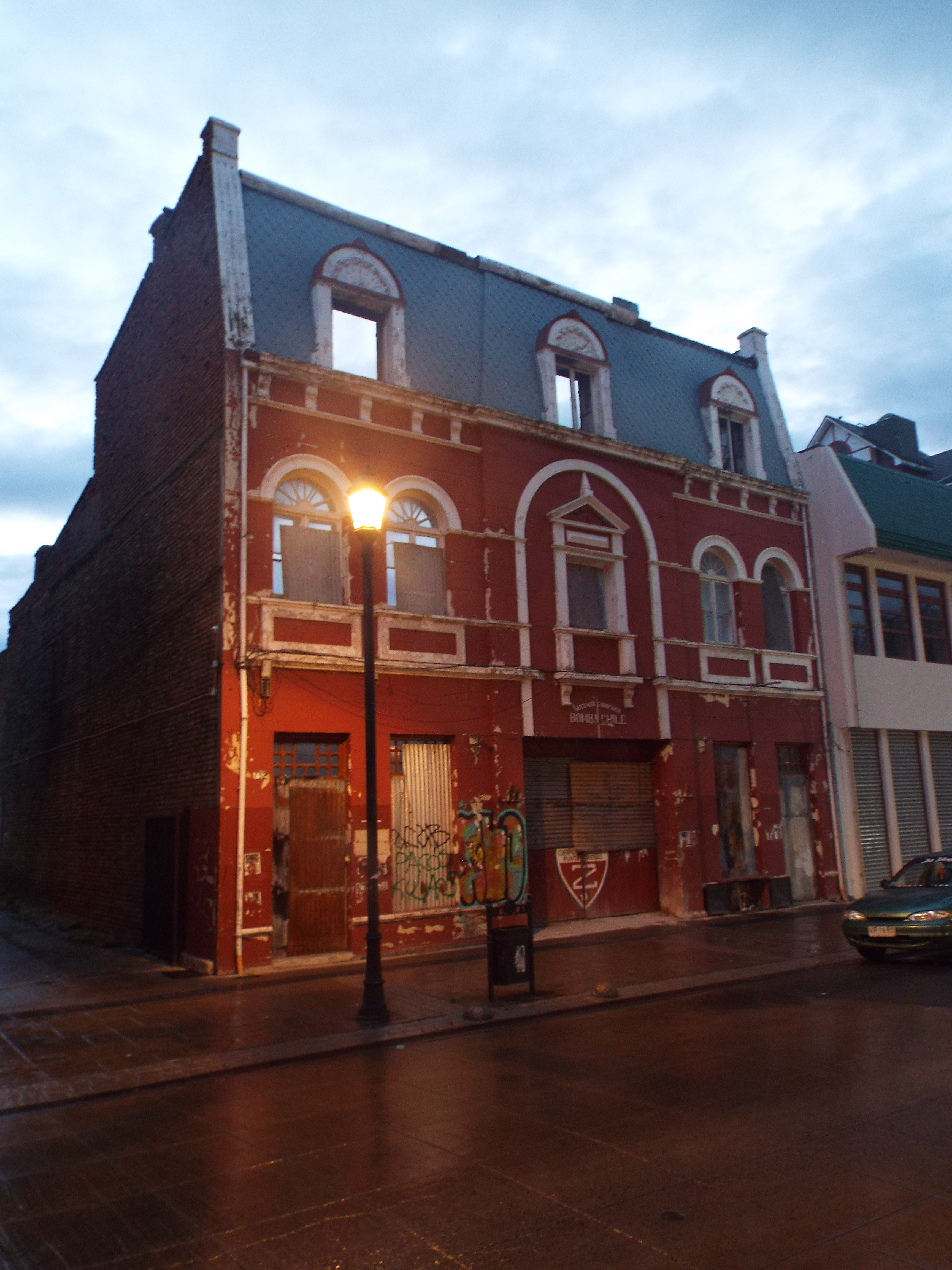
Будинок другої компанії пожежників на вулиці Colon, 732. Фото 2021 р.

В Пунта-Аренасі також зупинявся Річард Берд на судні «Bear» в 1939 р. Його приймали місцеві авторитети, він також відвідав розташовані поблизу місцевості, такі як Ріо Секо, форт Бульнес та Порт Голоду. Він взяв на борт в якості гостей двох чилійських морських офіцерів: Фредеріка Бонерта та Ексікеля Родригеза, які зробили перший фільм про Чилійську Антарктику.
В місті перебував також дослідник Антарктики Фінн Ронне.
Місце будинку ініціатора просування Чилі в Антарктику генерала Рамона Каньоса Монталви (Lautaro Navarro, 601).
Елегантний колишній будинок Альфонсо Ру зараз є об'єктом ВПС (Avenida Colón, 907), де заплановано більшість чилійських повітряних операцій та експедицій на Білий континент.
У селищі Ріо Секо збереглися рештки мола, до якого пристав пароплав «Yelcho» після повернення з порятунку експедиції Е. Шаклетона на острові Елефанта 3 вересня 1916 р. Зараз цей мол має назву мола Шеклтона.

## Українські сліди в Пунта-Аренасі
З міста в складі українських та міжнародних експедицій вирушають на дослідження Антарктики також українські вчені. У лютому 2014 р. через Пунта-Аренас добирався до Антарктики український біолог — член сезону 19-ї Української антарктичної експедиції. Він проживав в готелі «Cabo de Hornos». У березні-квітні 2018 р. через Пунта-Аренас відбувалася ротація 22-ї та 23-ї Українських антарктичних експедицій. Члени експедиції проживали в готелі «Diego del Almagro» (Av. Cristobal Colón, 1290) та хостелі «Tatys» (Maipú, 1070).
У 2017 році в Пунта-Аренасі з'явилася перша офіційна мешканка — українка, урожденка Харківської області.
У 2018 р. у клініці Clínica RedSalud Magallanes (Av. Pdte. Manuel Bulnes, 1448) лікувався евакуйований по стану здоров'я зі станції «Академік Вернадський» український зимівник.
Сезон 2019 р. зупинявся в цілій низці готелів та хостелів: «Tatys», «Navigantes», «Patagonia B&B» та вищевказаному «Diego del Almagro». Перед відправленням в 2019 р. склад сезонної української експедиції мав зустріч в ресторані готелю «Savoy».
У квітні 2020 р. в Пунта-Аренасі на ізоляції у зв'язку з епідемією корона вірусу в готелі «Patagonia» (Av. Cristobal Colón, 1101) перебувала 25-та Українська антарктична експедиція. А в травні того ж року тут перебували 24-та експедиція та сезон, які розмістилися в тому ж готелі «Patagonia» та «Matic Apartments» (Boliviana, 711).
У 2021 рр. українські полярники знову зупинялися в готелі «Patagonia» (сезон та три члена зимівлі 26-ї УАЕ по дорозі в Антарктику), а також хостелі «Labarca» (Chilloe 1581) — зимівля 25-ї УАЕ по дорозі додому та хостелі «Keikruk» (Chilloe, 1218) — основний склад зимівлі 26-ї УАЕ (по дорозі в Антарктику) та сезонний загін 26-ї УАЕ (при поверненні).
Над входом до Чилійського полярного інституту вивішені прапори усіх країн Антарктичного договору, серед яких і Україна. На видовій площадці міста — горі Святого Хреста на стовпах прибиті вказівники відстаней до різних міст світу. Серед них — українські Севастополь та Київ.
У Пунта-Аренасі швартуються риболовецькі судна під українським прапором: «Simeiz», «Koreiz», «Fortuna», «Marigolds» та «Polus-1», тож місто відвідують українські моряки.
24 квітня 2021 р. в порту міста помер капітан українського риболовного судна «Marigolds» Бигичев Володимир Васильович родом із Житомирщини.
У 2022 р. члени Української Антарктичної експедиції зупинялися у хостелі хостелі «Tatys» (Maipú, 1070) перша група сезону, хостелі «Oro Fueguino» (Fagnano 356) (решта сезону), готелі «Hotel Art Nouveau» (Lautaro Navarro 762) — зимівники 27-ї УАЕ. В березні 2022 р. на приміщенні логістичної фірми «Shackleton's Way», яка здійснює обслуговування української антарктичної логістики було вивішено український прапор на честь солідарності з Україною (2022 р.).

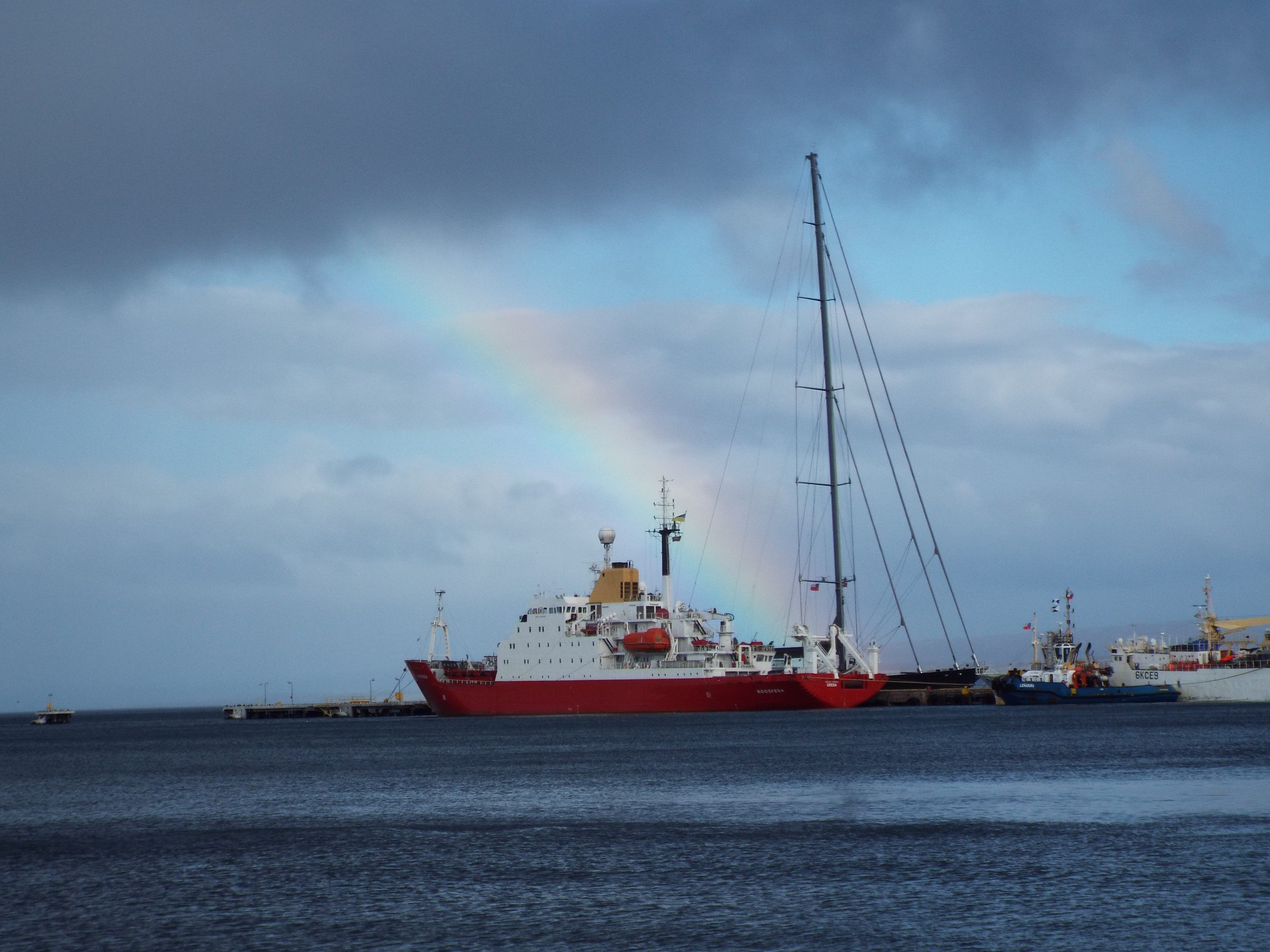
Український криголам «Ноосфера» в порту Пунта-Аренаса, фото 2022 р.

У квітні 2022 р. під час ротації зимівників та сезонного загону на Українській антарктичній станції «Академік Вернадський» у Пунта-Аренасі швартувався український криголам «Ноосфера».

## Традиції та свята
На головній площі відбувається щонедільне свято підняття прапора — мініатюрний парад підкреслює військову силу Чилі у регіоні.
У розпал зими тут відбувається багатоденний Фестиваль зими, під час якого вибирають королеву свята, вулицями міста проходить справжній латиноамериканський карнавал і всі охочі купаються у водах  Магелланової протоки.
На околицях Пунта-Аренаса свідчення культу гаучо Гіля — маленькі каплички з червоними прапорцями та дарами цьому неофіційному святому.

## Міста-побратими
- США: Беллінгем (Вашингтон)
- Хорватія: Спліт

## Галерея

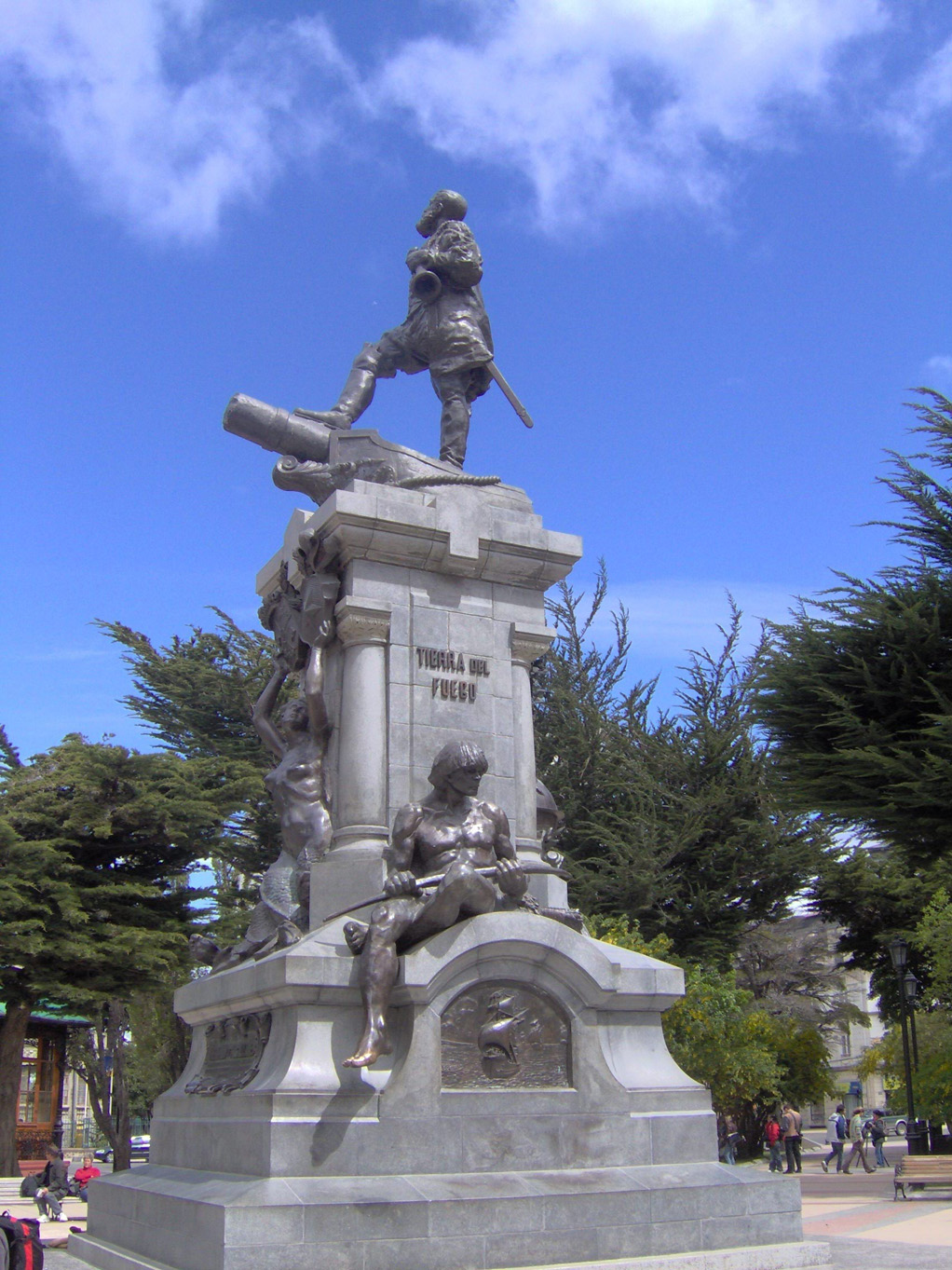
Пам'ятник Фернану Магеллану
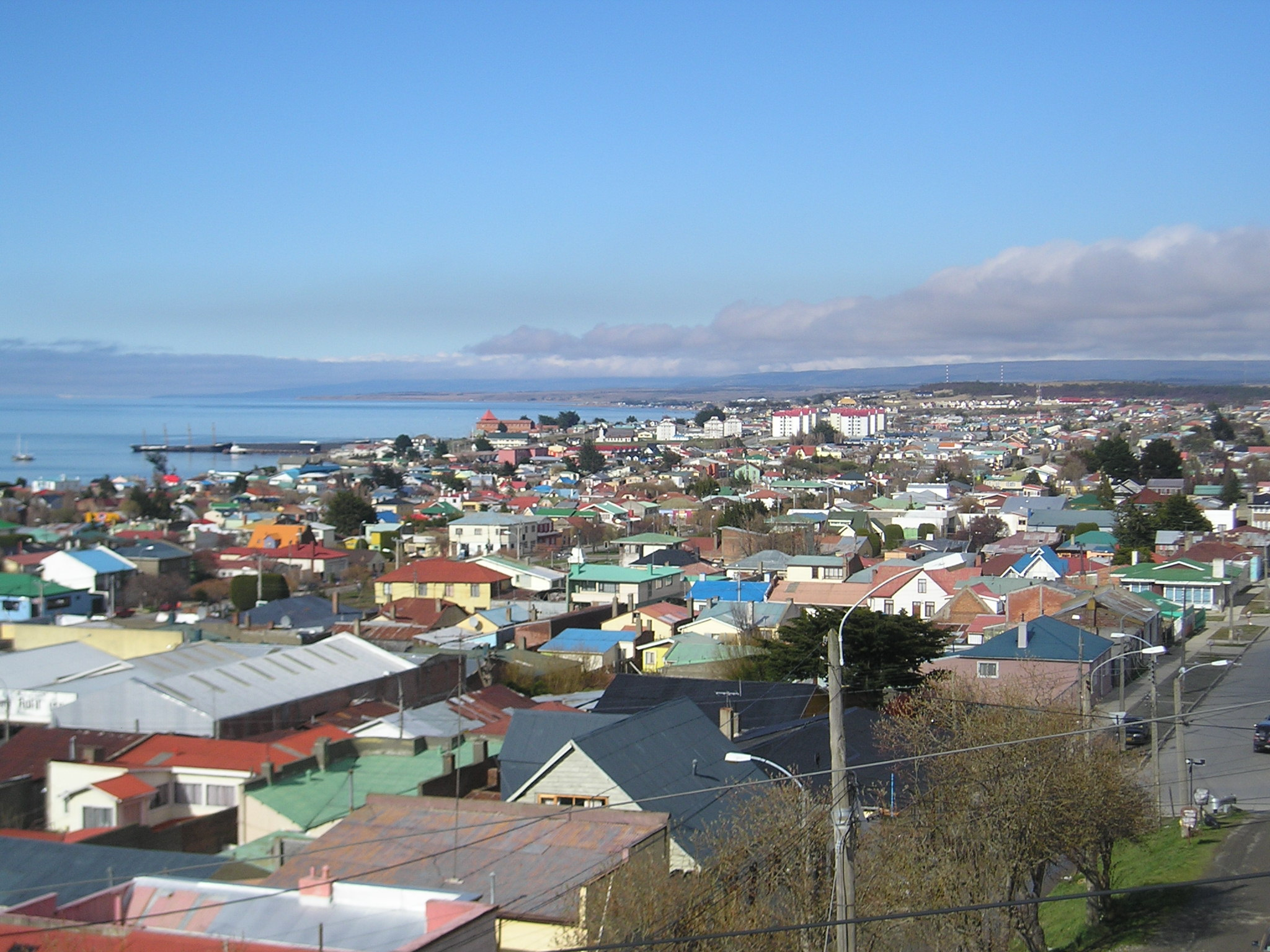
Пунта-Аренас панорама
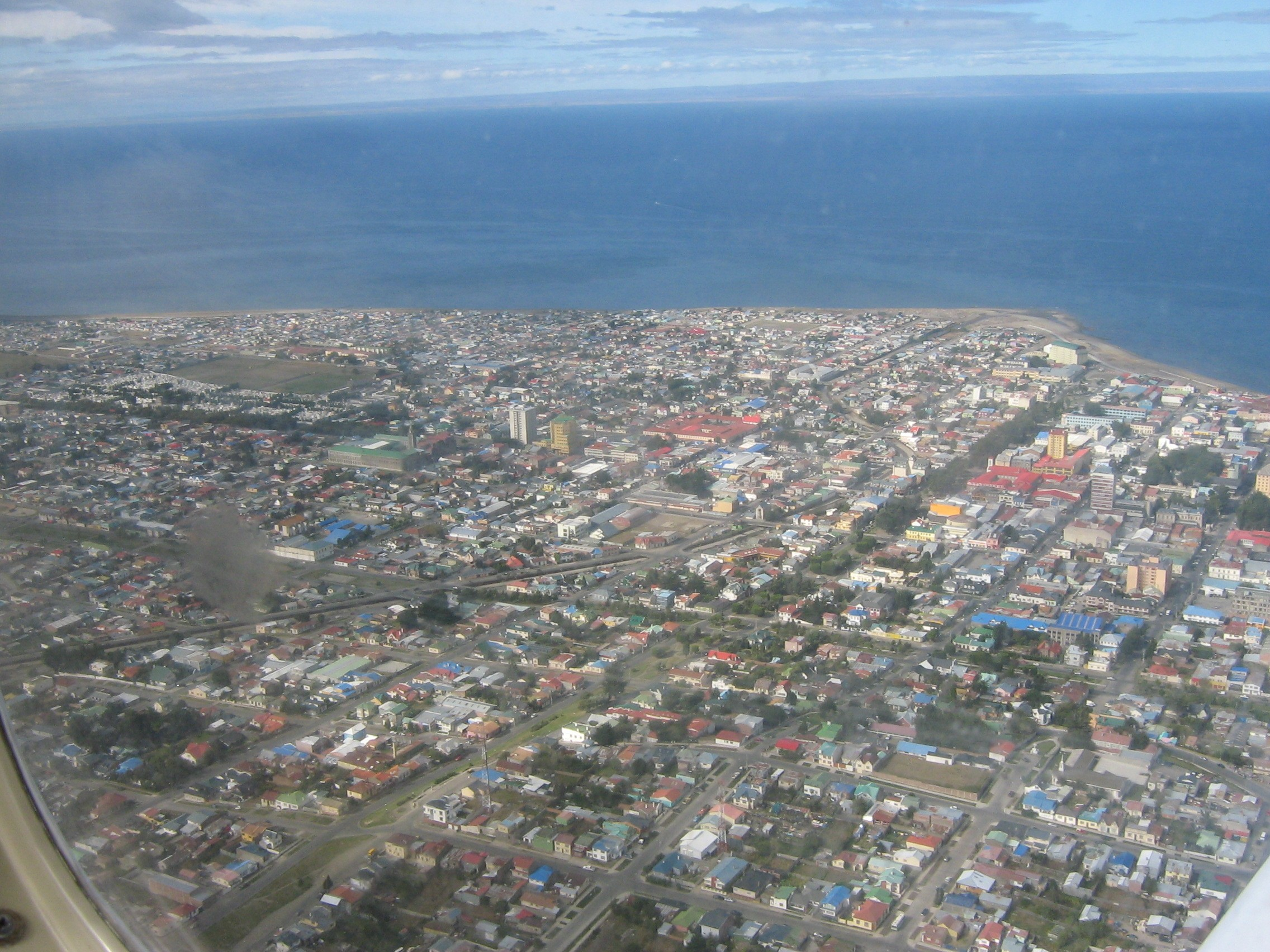
Пунта-Аренас із літака
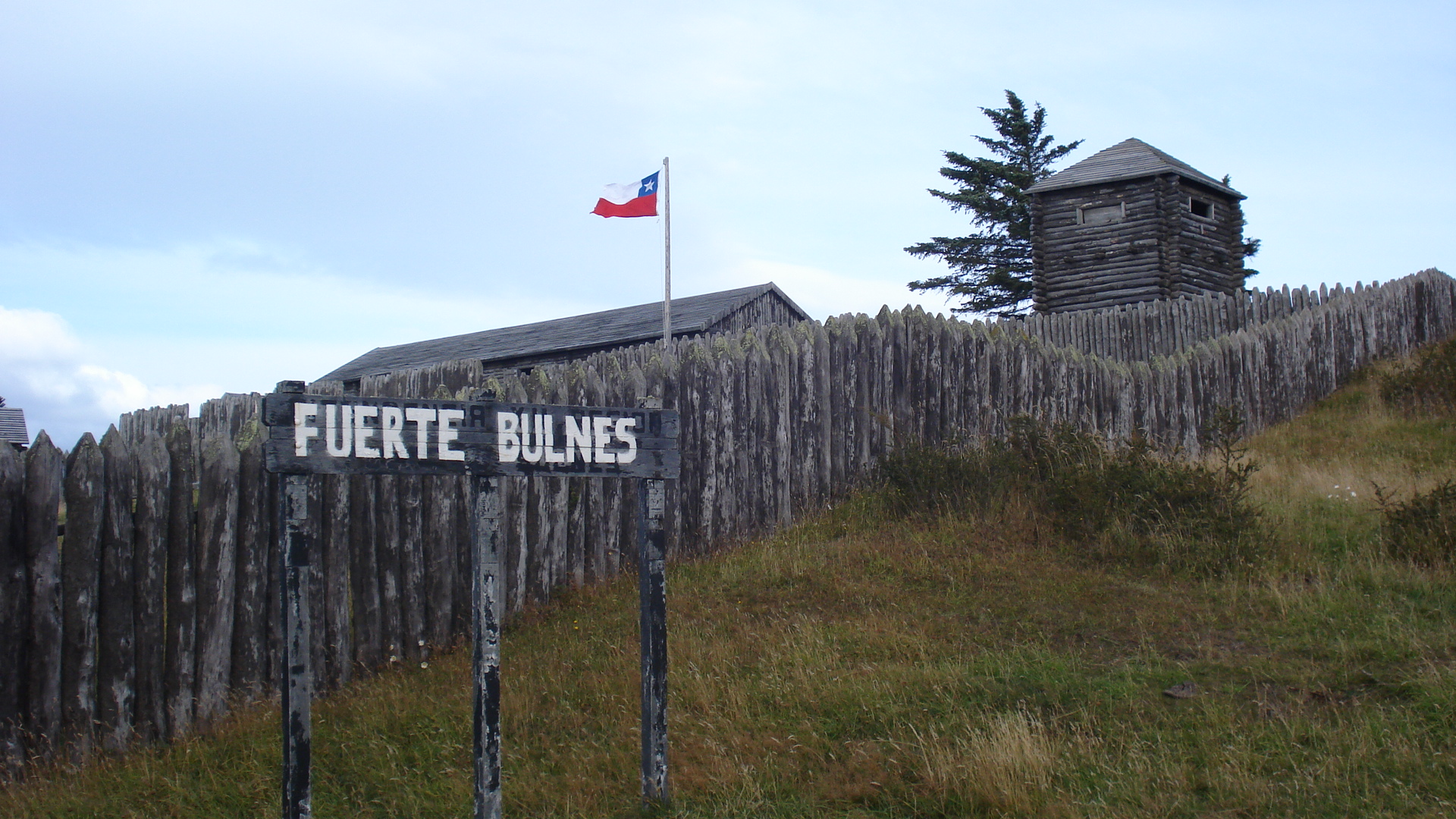
Форт-Булнес
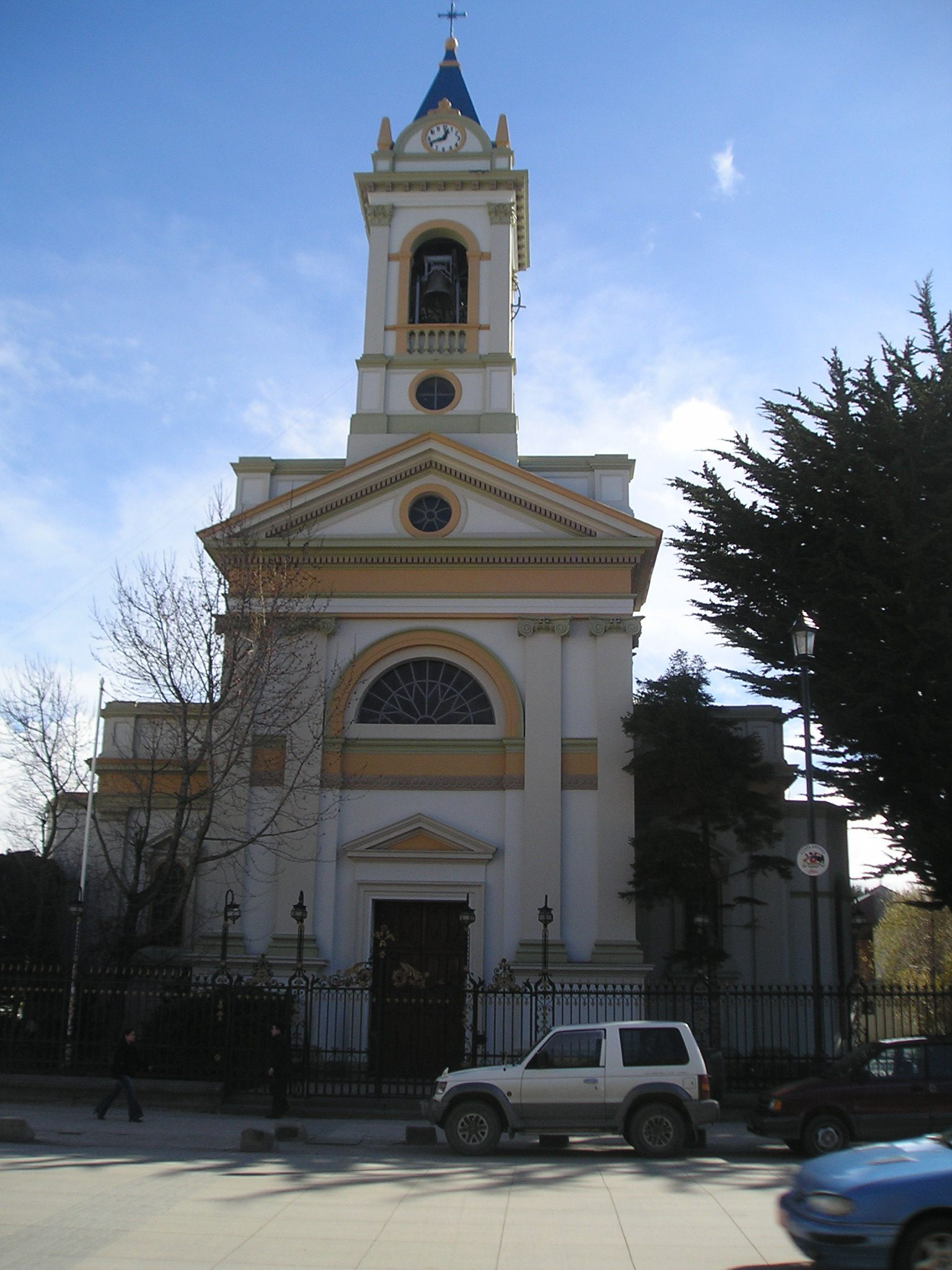
Собор
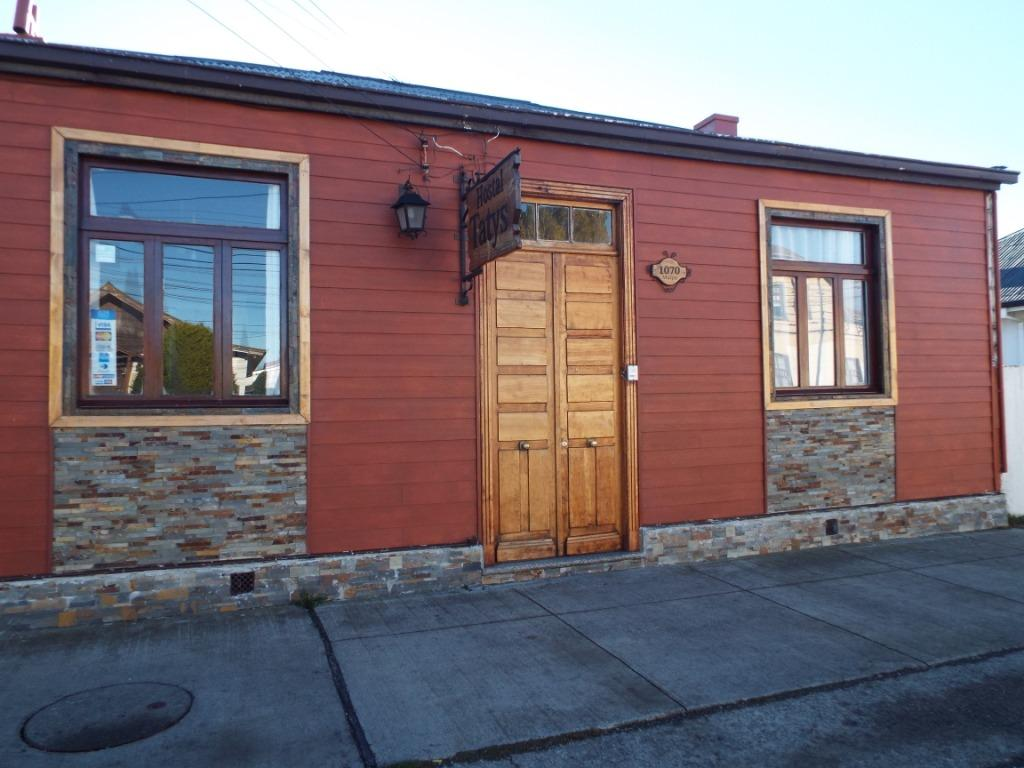
Хостел «Татис» по вул. Маіпу, в якому в 2018 р. розміщувався сезон 22-ї Української антарктичної експедиції
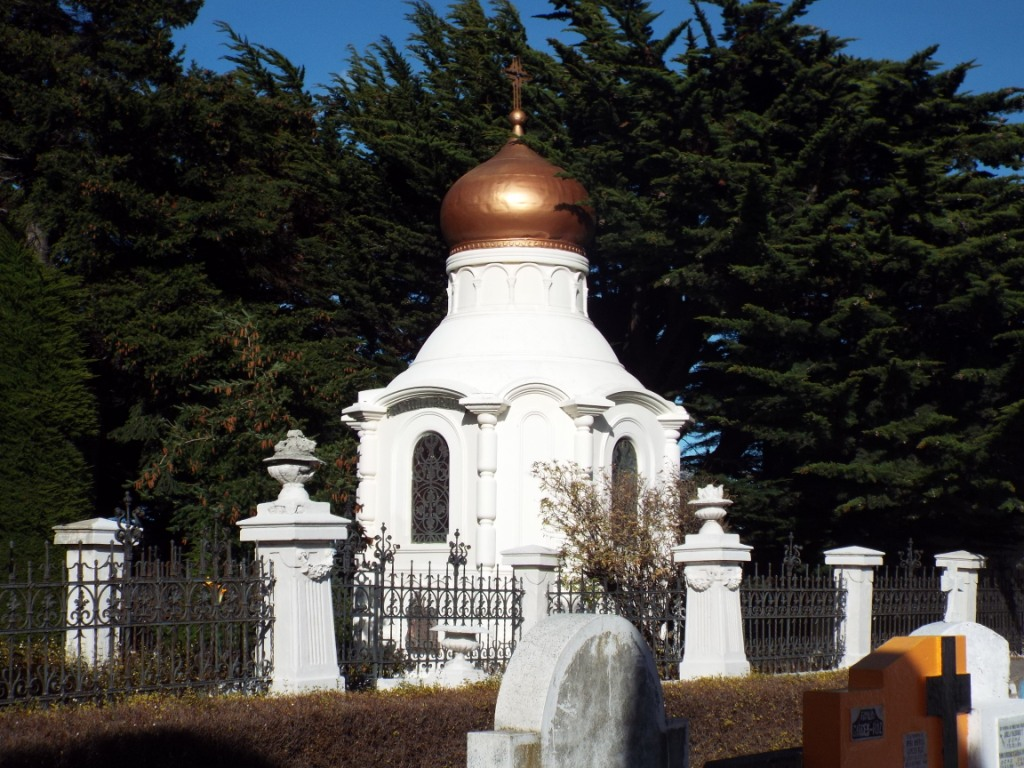
Гробівець Сари Браун-меценатки Пунта-Аренаса. Виконаний у православному стилі. Кладовище, 2018 р.
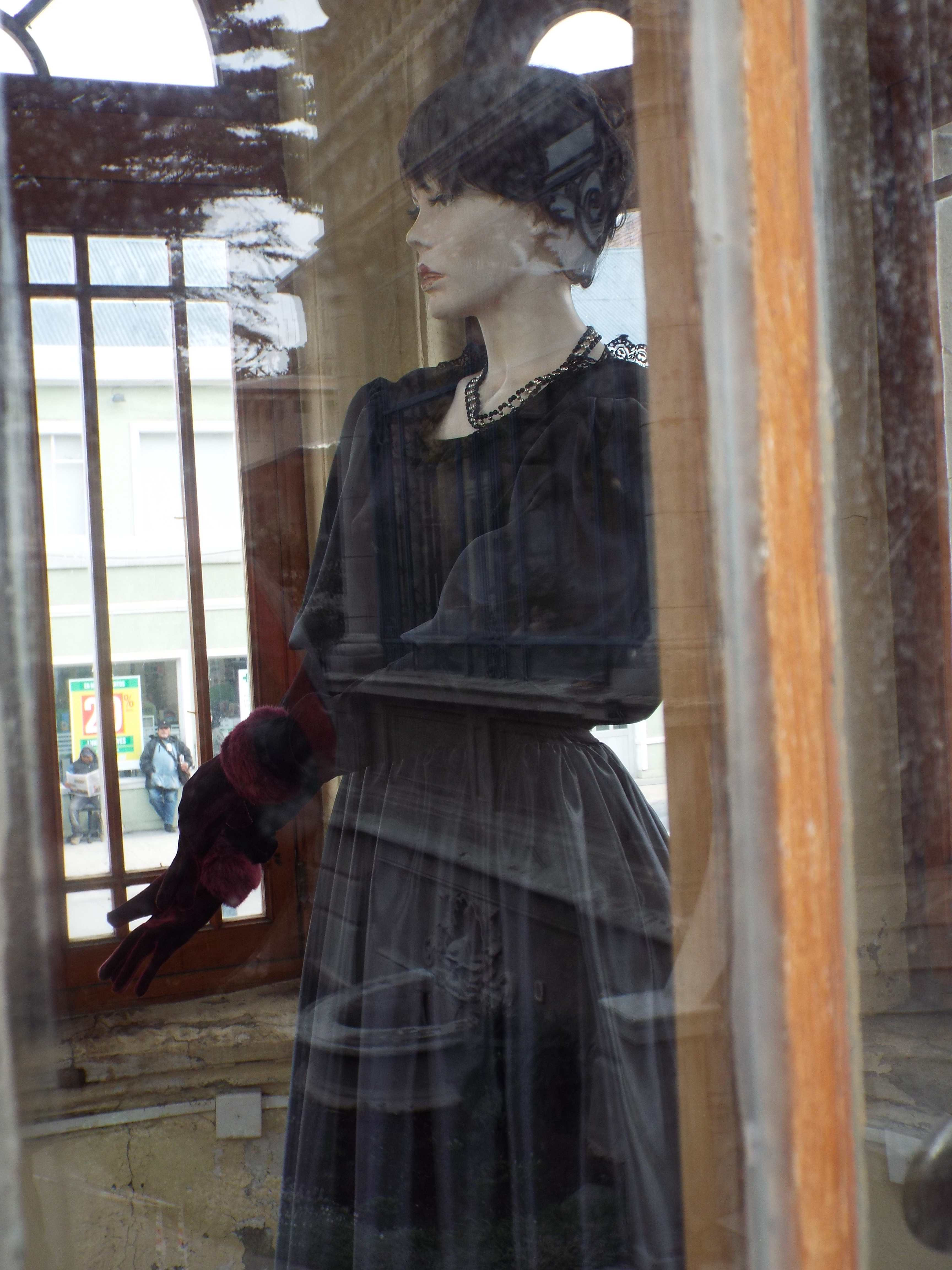
Фігура Сари Браун біля її палацу в Пунта-Аренас, 2018 р.
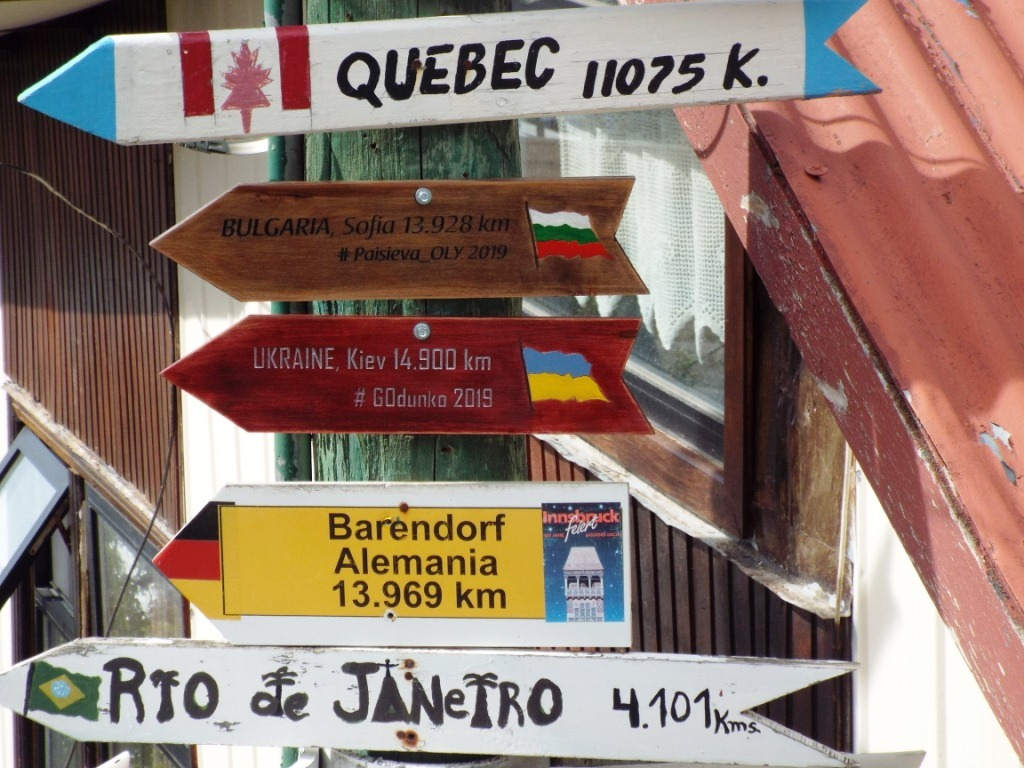
Вказівник відстані до Києва, Пунта-Аренас